# Oberonia arcuata
Oberonia arcuata är en orkidéart som beskrevs av Rudolf Schlechter. Oberonia arcuata ingår i släktet Oberonia och familjen orkidéer. Inga underarter finns listade i Catalogue of Life.